# ヴァレンティア子爵
ヴァレンティア子爵（英: Viscount Valentia）は、アイルランド貴族の子爵位。

## 歴史
最初にヴァレンティア子爵に叙されたのはヘンリー・パワー(?-1642)という者だが、彼には相続人がなかったので1622年3月11日に親族にあたる初代準男爵フランシス・アンズリー(1583–1660)がヴァレンティア子爵位の「将来的な付与権(reversionary grant)」を与えられた。それに基づきパワーが1642年に死去するとフランシスがヴァレンティア子爵となった。このフランシス・アンズリーはアイルランド議会やイングランド議会で庶民院議員を務めた政治家であり、1620年8月7日にアイルランド準男爵位（アーマー県におけるマウントノリスの)準男爵（Baronet "of Mountnorris, in the County of Armagh"）、1628年2月8日にアイルランド貴族爵位アーマー県におけるマウントノリスのマウントノリス男爵（Baron Mountnorris, of Mountnorris in the County of Armagh）に叙せられていた。
初代子爵の息子アーサー・アンズリー(1614–1686)は、ピューリタン革命期から王政復古後の動乱期を通じて政治家として活躍した。1660年に襲爵し、その翌年の1661年4月20日にイングランド貴族爵位アングルシー伯爵 (Earl of Anglesey)、バッキンガム州におけるニューポート・パグネルの初代アンズリー男爵（1st Baron Annesley, of Newport Pagnel in the County of Buckingham）に叙せられた。
その孫にあたる6代アングルシー伯・7代ヴァレンティア子爵リチャード・アンズリー(1690–1761)は、重婚にあたる3回目の結婚で唯一の男子アーサー・アンズリー(1744–1816)を儲けたが、リチャードの死後、アーサーに爵位継承資格があるのかが問題となった。アイルランドの裁判所や貴族院からは婚姻は有効な物として継承が認められたが、グレートブリテン議会の貴族院は1771年4月22日の決定で婚姻を有効な物と認めなかった。これによりアングルシー伯爵などイングランド称号が廃絶する一方、ヴァレンティア子爵などアイルランド称号はアーサーに継承された。8代ヴァレンティア子爵となったアーサーは1793年12月3日にアイルランド貴族爵位マウントノリス伯爵(Earl of Mountnorris)に叙された。しかしその息子の2代マウントノリス伯・9代ヴァレンティア子爵ジョージ・アンズリー(1770–1844)が死去した時、生存している男子がなかったため、マウントノリス伯爵位は2代で廃絶した。
一方ヴァレンティア子爵位は初代子爵に遡っての分流によって継承されて存続した。2018年現在の当主は16代ヴァレンティア子爵フランシス・ウィリアム・ディグトン・アンズリー(1959-)である。

## 現当主の保有爵位
現当主フランシス・アンズリーは以下の爵位を保有している。
- 第16代ヴァレンティア子爵 (16th Viscount Valentia)
(1622年3月11日の勅許状によるアイルランド貴族爵位)
- アーマー県におけるマウントノリスの第16代マウントノリス男爵（16th Baron Mountnorris, of Mountnorris in the County of Armagh）
(1628年2月8日の勅許状によるアイルランド貴族爵位)
- (マウントノリスの)第16代準男爵（16th Baronet "of Mountnorris"）
(1620年8月7日の勅許状によるアイルランド準男爵位)

## 歴代当主

### ヴァレンティア子爵 第1期 (1621年)
- 初代ヴァレンティア子爵ヘンリー・パワー（Henry Power, ?-1642）

### ヴァレンティア子爵 第2期 (1622年)
- 初代ヴァレンティア子爵フランシス・アンズリー（英語版）（Francis Annesley, 1583–1660）
- 2代ヴァレンティア子爵アーサー・アンズリー（1614–1686）- 先代の息子。1661年にアングルシー伯に叙される

### アングルシー伯 (1661年)
- 初代アングルシー伯/2代ヴァレンティア子爵アーサー・アンズリー (Arthur Annesley, 1614–1686)
- 2代アングルシー伯/3代ヴァレンティア子爵ジェイムズ・アンズリー（英語版） (James Annesley, 1645–1690) - 先代の息子
- 3代アングルシー伯/4代ヴァレンティア子爵ジェイムズ・アンズリー（英語版） (James Annesley, 1674–1702) - 先代の息子
- 4代アングルシー伯/5代ヴァレンティア子爵ジョン・アンズリー（英語版） (John Annesley, 1676–1710) - 先代の弟
- 5代アングルシー伯/6代ヴァレンティア子爵アーサー・アンズリー（英語版） (Arthur Annesley, ?-1737) - 先代の弟
- 6代アングルシー伯/7代ヴァレンティア子爵リチャード・アンズリー（英語版） (Richard Annesley, 1690–1761) - 先代の従兄弟。死後アングルシー伯廃絶

### ヴァレンティア子爵 第2期 (1622年)
- 8代ヴァレンティア子爵アーサー・アンズリー (Arthur Annesley, 1744–1816) - 先代の息子。1793年にマウントノリス伯に叙される

### マウントノリス伯 (1793年)
- 初代マウントノリス伯/8代ヴァレンティア子爵アーサー・アンズリー (Arthur Annesley, 1744–1816)
- 2代マウントノリス伯/9代ヴァレンティア子爵ジョージ・アンズリー (George Annesley, 1770–1844) - 先代の息子。死後マウントノリス伯廃絶

### ヴァレンティア子爵 第2期 (1622年)
- 10代ヴァレンティア子爵アーサー・アンズリー (Arthur Annesley, 1785–1863) - 先代の5代遡っての(初代子爵からの)分流
- 11代ヴァレンティア子爵アーサー・アンズリー（英語版） (Arthur Annesley, 1843–1927) - 先代の孫
- 12代ヴァレンティア子爵キャリル・アーサー・アンズリー (Caryl Arthur Annesley, 1883–1949) - 先代の息子
- 13代ヴァレンティア子爵ウィリアム・モンクトン・アンズリー (William Monckton Annesley, 1875–1951) - 先代の7代遡っての分流
- 14代ヴァレンティア子爵フランシス・ディグトン・アンズリー (Francis Dighton Annesley, 1888–1983) - 先代の従兄弟
- 15代ヴァレンティア子爵リチャード・ジョン・ディグトン・アンズリー (Richard John Dighton Annesley, 1929–2005) - 先代の息子
- 16代ヴァレンティア子爵フランシス・ウィリアム・ディグトン・アンズリー (Francis William Dighton Annesley, 1959-) - 先代の息子
  - 推定相続人は、現当主の弟ピーター・ジョン・アンズリー(Peter John Annesley, 1967-)
    - その法定推定相続人はウィリアム・レスター・ディグトン・アンズリー(William Lester Dighton Annesley, 1999-)